# قلعة عزيزبيغ
قلعة عزيزبيغ هي قرية في مقاطعة أرومية، إيران. يقدر عدد سكانها بـ 330 نسمة بحسب إحصاء 2016.